# Wegpunkt-Projektion
Die Wegpunkt-Projektion ist ein Verfahren zur Ermittlung einer Geokoordinaten (Wegpunkt) aus einer bekannten Koordinate und der Vorgabe einer Entfernung und eines Winkels (Polarkoordinate). Hierbei wird an einem Punkt der Karte, dessen Geokoordinaten bekannt sind, ein Winkelmesser und ein Maßstab angelegt, um Winkel und Abstand zu dem gesuchten Punkt zu ermitteln. Die daraus ablesbaren Angaben lassen sich dann in einem Gerät zur GPS-Navigation verwenden, um die Koordinate des Punktes anzuzeigen.
Der Winkel kann ebenso mit einem Kompass (nach Einnorden der Karte oder mit einem speziellen Kartenkompass) ermittelt werden. Für die Streckenmessung kann jeder beliebige Maßstab verwendet werden (z. B. mit Millimeter-Teilung), sofern die gemessene Strecke für Entfernungen in der Natur umgerechnet wird.
Der Nachteil der Wegpunkt-Projektion ist, dass bei größeren Entfernungen die Erdkrümmung nicht berücksichtigt wird und es zu Abweichungen bei der Verwendung von Entfernungsangaben kommen kann. Die Wegpunkt-Projektion wird häufig im Bereich der GPS-Navigation insbesondere des Geocaching eingesetzt.

## Die Kugel als Näherung für die Form der Erde

### Herleitung des Radius der Erd-Kugel
Als Referenzsystem für Positionsangaben auf der Erde wird oft das World Geodetic System aus dem Jahre 1984 (WGS84) verwendet. Darin hat die Erde die Form eines abgeplatteten Rotations-Ellipsoids mit den beiden unterschiedlich langen Halbachsen
| {\displaystyle a=6378{,}137000\,{\mbox{km}}} |
| {\displaystyle b=6356{,}752314\,{\mbox{km}}} |
Die lange Halbachse a reicht vom Erdmittelpunkt bis zum Äquator, die kurze Halbachse b liegt auf der Rotationsachse der Erde und reicht vom Erdmittelpunkt bis zum Nordpol.

Halbachsen im WGS84-Ellipsoid

Da viele Berechnungen auf Ellipsoiden sehr aufwändig sind, kann zur Vereinfachung die Form der Erde durch eine Kugel angenähert werden. Zur Ermittlung des Radius R dieser Kugel-Näherung bieten sich zwei Vorgehensweisen an. Im ersten Fall fordert man, dass Rotations-Ellipsoid und Erd-Kugel gleich große Oberflächen haben, im zweiten Fall fordert man, dass beide gleich große Volumina haben.
Für die Oberfläche F und das Volumen V des WGS84-Ellipsoids gilt:
| {\displaystyle \quad F=2\pi a^{2}\left(1+\left({\frac {b}{a}}\right)^{2}\cdot {\frac {\operatorname {artanh} \,\varepsilon }{\varepsilon }}\right)\quad {\mbox{mit}}\quad \varepsilon ={\sqrt {1-\left({\frac {b}{a}}\right)^{2}}}} |
| {\displaystyle V={\frac {4}{3}}\pi a^{2}b} |
Mit den obigen Werten für die beiden Halbachsen ergibt sich daraus (auf 10 gültige Stellen gerundet):
| {\displaystyle F=510\,065\,621{,}7\,{\mbox{km}}^{2}}     |
| {\displaystyle V=1\,083\,207\,320\,000\,{\mbox{km}}^{3}} |
Die Formeln für die Oberfläche F und das Volumen V einer Kugel lassen sich nach dem gesuchten Radius R umformen, so dass gilt:
| {\displaystyle F=4\pi R^{2}\quad \Longrightarrow \quad R={\sqrt {F/(4\pi )}}=6371{,}007181\,{\mbox{km}}}                   |
| {\displaystyle V={\frac {4}{3}}\pi R^{3}\quad \Longrightarrow \quad R={\sqrt[{3}]{3V/(4\pi )}}=6371{,}000790\,{\mbox{km}}} |
In beiden Fällen ergibt sich ein Radius R der Erd-Kugel von
| {\displaystyle \left.R=6371{,}0\,{\mbox{km}}\right.} |

### Einschätzung der Güte der Kugel-Näherung
Der Umfang des Äquators beim WGS84-Ellipsoid beträgt {\displaystyle 2\pi \cdot a}. Bei der Kugel-Näherung beträgt er {\displaystyle 2\pi \cdot R}. Daher kann das Verhältnis {\displaystyle (2\pi \cdot R)/(2\pi \cdot a)=0{,}99888} als relative mittlere Genauigkeit der Kugel-Näherung am Äquator angesehen werden. Entlang des Äquators unterschätzt die Kugel-Näherung daher die wirkliche Entfernung im Mittel um 0,112 %.
Der Umfang eines Längengrades beim WGS84-Ellipsoid ist gleich demjenigen einer Ellipse mit den Halbachsen a und b. Der Umfang einer Ellipse lässt sich über folgende Formel näherungsweise bestimmen:
{\displaystyle U_{WGS84}\approx \pi (a+b)\left(1+{\frac {3\lambda ^{2}}{10+{\sqrt {4-3\lambda ^{2}}}}}\right)\quad ;\quad \lambda ={\frac {a-b}{a+b}}}
Die relative mittlere Genauigkeit der Kugel-Näherung entlang eines Längengrades beträgt daher {\displaystyle (2\pi \cdot R)/U_{WGS84}=1{,}00056}. Eine Entfernung entlang eines Längenkreises wird also bei der Kugel-Näherung um etwa 0,056 % überschätzt.
Daher liegt die relative Abweichung der Kugel-Näherung von dem zugrunde gelegten Rotations-Ellipsoid im Promille-Bereich und ist für die meisten Anwendungen vernachlässigbar.

## Großkreise und Kleinkreise
Bei allen Kreisen auf der Kugel-Oberfläche liegt der Kreis-Mittelpunkt innerhalb der Kugel. Bei einem sog. Großkreis liegt der Kreis-Mittelpunkt exakt an der gleichen Stelle wie der Kugel-Mittelpunkt. Daher hat ein Großkreis stets den maximal möglichen Radius, was den Namen erklärt. Alle Kreise, die nicht Großkreise sind, heißen Kleinkreise. Ihr Mittelpunkt liegt niemals im Kugel-Mittelpunkt und ihr Radius ist stets kleiner als der Erdradius. Der Äquator und alle Längengrade sind Großkreise. Alle Breitengrade, bis auf den Äquator, sind Kleinkreise.
Da alle Kleinkreise einen kleineren Radius haben als die Großkreise, sind Kleinkreise auch stärker gekrümmt. Bewegt man sich daher entlang eines Kleinkreises von einem Punkt A zu einem Punkt B ist der Weg länger, als wenn man sich auf einem Großkreis von A nach B bewegt. Daher liegt die kürzeste Verbindung (Orthodrome) zwischen zwei Punkten A und B stets auf einem Großkreis. Vor diesem Hintergrund haben Großkreise auf einer Kugeloberfläche die gleiche Bedeutung wie Geraden in einer Ebene.

## Kugel-Dreiecke

Kugeldreieck mit Nordpol als Eckpunkt

In einer Ebene wird ein Dreieck von drei Geraden begrenzt. Entsprechend wird auf einer Kugel-Oberfläche ein Kugel-Dreieck von drei Großkreisen begrenzt. Die Schnittpunkte der Großkreise sind die Eckpunkte des Kugel-Dreiecks. Zur Vereinfachung von Navigations-Rechnungen mit Kugel-Dreiecken werden alle Längen und Entfernungen relativ zum Erd-Radius R angegeben:
{\displaystyle a={\frac {\overline {BC}}{R}}\quad ;\quad b={\frac {\overline {AC}}{R}}\quad ;\quad c={\frac {\overline {AB}}{R}}}
Das heißt, vor Beginn aller Rechnungen werden alle Längen durch den Erd-Radius geteilt. Für Navigations-Berechnungen wird die Erde sozusagen auf die Einheits-Kugel mit Radius 1 m geschrumpft. Weil die maximal mögliche Entfernung auf der Erdoberfläche gleich dem Umfang {\displaystyle 2\pi R} eines Großkreises ist, werden durch diese Transformation alle Längenangaben in den Wertebereich von {\displaystyle 0} bis {\displaystyle 2\pi } transformiert und können so als Winkel (im Bogenmaß) aufgefasst werden. Wenn nach der Rechnung das Ergebnis eine Länge oder Entfernung ist, muss dieses durch Multiplikation mit dem Erd-Radius wieder auf die Erd-Kugel umgerechnet werden.
Aus dem Artikel Sphärische Trigonometrie sind im Folgenden die wichtigsten Formeln für das Rechnen mit Kugel-Dreiecken (auf der Einheitskugel) aufgelistet, die in der weiteren Herleitung benötigt werden.

### Sinussatz
{\displaystyle {\frac {\sin a}{\sin \alpha }}={\frac {\sin b}{\sin \beta }}={\frac {\sin c}{\sin \gamma }}}

### Seiten-Kosinussatz
{\displaystyle \,\cos a=\cos b\cdot \cos c+\sin b\cdot \sin c\cdot \cos \alpha }
{\displaystyle \,\cos b=\cos a\cdot \cos c+\sin a\cdot \sin c\cdot \cos \beta }
{\displaystyle \,\cos c=\cos a\cdot \cos b+\sin a\cdot \sin b\cdot \cos \gamma }

## Herleitung der Wegpunkt-Projektion auf der Erd-Kugel
Gegeben seien ein Punkt {\displaystyle A(\phi _{1},\lambda _{1})} durch seinen Breitengrad {\displaystyle \phi _{1}} und Längengrad {\displaystyle \lambda _{1}}, ein Peilwinkel {\displaystyle \alpha } und eine Distanz {\displaystyle {\overline {AB}}} zu einem unbekannten Punkt {\displaystyle B(\phi _{2},\lambda _{2})}. Zu bestimmen sind der Breitengrad {\displaystyle \phi _{2}} und der Längengrad {\displaystyle \lambda _{2}} des Zielpunktes. In der Abbildung sind alle bekannten Größen grün dargestellt.

Kugeldreieck mit Nordpol als Eckpunkt

Der Abstand d ist der auf die Einheits-Kugel transformierte Abstand zwischen den beiden Punkten A und B:
{\displaystyle d={\frac {\overline {AB}}{R}}\quad {\mbox{(in Rad)}}}
Weil Längen- und Breitengrad in der Regel in Grad angegeben werden, sollen in der folgenden Herleitung alle Winkel in Grad gemessen werden, dazu muss d ins Gradmaß konvertiert werden:
| {\displaystyle d={\frac {\overline {AB}}{R}}\,{\frac {180^{\circ }}{\pi }}={\frac {\overline {AB}}{111{,}2\,{\mbox{km}}}}\quad {\mbox{(in Grad)}}} |
Da der Breitengrad vom Äquator aus gemessen wird, ist die Entfernung des Punktes A vom Nordpol gleich {\displaystyle (90^{\circ }-\phi _{1})}. Analog ist die Entfernung des gesuchten Punktes B vom Nordpol gleich {\displaystyle (90^{\circ }-\phi _{2})}.

### Exakte Formeln
Nach dem Seiten-Kosinussatz gilt:
{\displaystyle \cos \left(90^{\circ }-\phi _{2}\right)=\cos \left(90^{\circ }-\phi _{1}\right)\cos d+\sin \left(90^{\circ }-\phi _{1}\right)\sin d\cos \alpha }
Wegen {\displaystyle \cos(90^{\circ }-x)=\sin(x)} und {\displaystyle \sin(90^{\circ }-x)=\cos(x)} folgt daraus:
{\displaystyle \left.\sin \phi _{2}=\sin \phi _{1}\cos d+\cos \phi _{1}\sin d\cos \alpha \right.}
Für die Bestimmung des Längengrades {\displaystyle \lambda _{2}} des Zielpunktes B, liefert der Sinussatz die Änderung {\displaystyle \Delta \lambda =\lambda _{2}-\lambda _{1}} des Breitengrades:
{\displaystyle {\frac {\sin \Delta \lambda }{\sin d}}={\frac {\sin \alpha }{\sin \left(90^{\circ }-\phi _{2}\right)}}={\frac {\sin \alpha }{\cos \phi _{2}}}}
Mit der Umkehrfunktion {\displaystyle \arcsin } folgt schließlich für die gesuchten Koordinaten des Zielpunktes:
| {\displaystyle \phi _{2}=\arcsin \left(\sin \phi _{1}\cos d+\cos \phi _{1}\sin d\cos \alpha \right)\quad ;\quad \lambda _{2}=\lambda _{1}+\arcsin \left({\frac {\sin d}{\cos \phi _{2}}}\,\sin \alpha \right)} |
Achtung: Bei diesen Formeln ist zu beachten, dass die arcsin-Funktion auf den Bereich von {\displaystyle -90^{\circ }} bis {\displaystyle +90^{\circ }} normiert. Die berechneten Werte müssen daher ggf. noch in einer Fallunterscheidung der tatsächlichen Lage der Punkte angepasst werden.

### Näherungsformeln für kleine Entfernungen
Bei kurzen (viel weniger als 111 km) Entfernungen zwischen den Punkten A und B wird der Parameter d aus den oben hergeleiteten Formeln kleiner als 1 Grad. Entsprechend wird auch der Unterschied {\displaystyle \Delta \phi :=\phi _{2}-\phi _{1}} zwischen dem Ziel-Breitengrad {\displaystyle \phi _{2}} und dem Start-Breitengrad {\displaystyle \phi _{1}} sehr klein. Daher lässt sich die oben hergeleitete (exakte) Beziehung
{\displaystyle \left.\sin \phi _{2}=\sin \phi _{1}\cos d+\cos \phi _{1}\sin d\cos \alpha \right.}
mit folgender Taylor-Reihenentwicklung (bis zur 2-ten Ordnung)
{\displaystyle \sin \phi _{2}=\sin \left(\phi _{1}+\Delta \phi \right)\approx \sin \phi _{1}+\cos \phi _{1}\cdot \Delta \phi -{\frac {1}{2}}\sin \phi _{1}\cdot (\Delta \phi )^{2}}
{\displaystyle \cos d\approx \underbrace {\cos 0} _{=1}-\underbrace {\sin 0} _{=0}\cdot d-{\frac {1}{2}}\underbrace {\cos 0} _{=1}\cdot d^{2}=1-{\frac {d^{2}}{2}}}
{\displaystyle \sin d\approx \underbrace {\sin 0} _{=0}+\underbrace {\cos 0} _{=1}\cdot d-{\frac {1}{2}}\underbrace {\sin 0} _{=0}\cdot d^{2}=d}
wie folgt vereinfachen:
{\displaystyle \sin \phi _{1}+\cos \phi _{1}\cdot \Delta \phi -{\frac {1}{2}}\sin \phi _{1}\cdot (\Delta \phi )^{2}\approx \sin \phi _{1}\cdot \left(1-{\frac {d^{2}}{2}}\right)+\cos \phi _{1}\cdot d\cdot \cos \alpha }
Auf beiden Seiten der Näherung wird zunächst {\displaystyle \sin \,\phi _{1}} subtrahiert:
{\displaystyle \cos \phi _{1}\cdot \Delta \phi -{\frac {1}{2}}\sin \phi _{1}\cdot (\Delta \phi )^{2}\approx -\sin \phi _{1}\cdot {\frac {d^{2}}{2}}+\cos \phi _{1}\cdot d\cdot \cos \alpha }
und anschließend werden beide Seiten durch {\displaystyle \cos \,\phi _{1}} dividiert:
{\displaystyle \Delta \phi -{\frac {1}{2}}\tan \phi _{1}\cdot (\Delta \phi )^{2}\approx -\tan \phi _{1}\cdot {\frac {d^{2}}{2}}+d\cdot \cos \alpha }
Schließlich kann die Tangens-Funktion noch auf der rechten Seite gesammelt werden:
{\displaystyle \Delta \phi \approx d\cdot \cos \alpha +\tan \phi _{1}\cdot {\frac {\left(\Delta \phi \right)^{2}-d^{2}}{2}}}
Wegen {\displaystyle d\ll 1^{\circ }} kann der Tangens-Term kann im Wesentlichen vernachlässigt werden:
{\displaystyle \Delta \phi \approx d\cdot \cos \alpha }
Der Tangens-Term hat jedoch zwei wesentliche Konsequenzen für die Genauigkeit der Näherung für {\displaystyle \Delta \,\phi }:
- Bei kleinen Winkeln {\displaystyle \phi _{1}}, also nahe dem Äquator, ist {\displaystyle \tan \,\phi _{1}} sehr klein. Daher ist auch der Tangens-Term sehr klein und das Ergebnis sehr genau. Mit zunehmendem Breitengrad {\displaystyle \phi _{1}} wächst die Tangens-Funktion jedoch immer schneller, bis sie bei {\displaystyle 90^{\circ }} unendlich groß wird. Daher nimmt die Genauigkeit des Näherungswertes {\displaystyle \Delta \phi } mit zunehmendem Abstand vom Äquator ab.

- Selbst bei großem Tangens-Wert ist das Ergebnis der Näherung noch sehr genau, wenn {\displaystyle \Delta \phi } und d in etwa gleich groß sind. Dies ist umso stärker der Fall, je paralleler die Strecke von A nach B zu einem Längengrad verläuft, das heißt, umso stärker der Peilwinkel {\displaystyle \alpha } in die Richtung eines Pols zeigt (0 bzw. 180 Grad).

Mit anderen Worten, die Ungenauigkeit ist umso größer, je weiter man vom Äquator weg ist und je stärker die Peilung parallel zum Äquator erfolgt (Richtung Osten oder Westen)!
Es fehlt noch die Näherung zur Berechnung der Änderung des Längengrades {\displaystyle \Delta \lambda }. Ausgehend von der bereits oben hergeleiteten, exakten Beziehung für {\displaystyle \Delta \lambda } werden wieder die Sinus-Funktionen mit sehr kleinen Argumenten angenähert:
{\displaystyle {\frac {\sin \Delta \lambda }{\sin d}}={\frac {\sin \alpha }{\cos \phi _{2}}}\rightarrow {\frac {\Delta \lambda }{d}}\approx {\frac {\sin \alpha }{\cos \left(\phi _{1}+\Delta \phi \right)}}}
Die Multiplikation beider Seiten mit d ergibt schließlich:
{\displaystyle \Delta \lambda \approx {\frac {d}{\cos \left(\phi _{1}+\Delta \phi \right)}}\,\cdot \sin \alpha }
Da diese Näherungsformeln nur für kurze Distanzen d gelten, werden sich die Koordinaten des Startpunktes {\displaystyle A(\phi _{1},\lambda _{1})} nur um kleine Werte {\displaystyle (\Delta \phi ,\Delta \lambda )} ändern. Daher bietet es sich an, die Näherungsformeln so zu formulieren, dass sie das Ergebnis direkt in Bogenminuten liefern. Dazu wird d in Bogenminuten konvertiert
{\displaystyle d={\frac {\overline {AB}}{R}}\,{\frac {180\cdot 60'}{\pi }}={\frac {\overline {AB}}{1853\,{\mbox{m}}}}\quad {\mbox{(in Bogenminuten)}}}
und in die beiden Näherungsformeln eingesetzt:
| {\displaystyle \Delta \phi \approx {\frac {\overline {AB}}{1853\,{\mbox{m}}}}\cdot \cos \alpha \quad ;\quad \Delta \lambda \approx {\frac {\overline {AB}}{1853\,{\mbox{m}}}}\cdot {\frac {\sin \alpha }{\cos \left(\phi _{1}+\Delta \phi \right)}}\quad {\mbox{(in Bogenminuten)}}} |
Da zur Berechnung von {\displaystyle \Delta \lambda } der Wert von {\displaystyle \Delta \phi } offensichtlich bereits bekannt sein muss, lässt sich die Abschätzung für die Änderung des Längengrades noch kürzer schreiben:
{\displaystyle \Delta \lambda \approx \Delta \phi \cdot {\frac {\tan \alpha }{\cos \left(\phi _{1}+\Delta \phi \right)}}}
Bemerkungen:
- Die Cosinus-Funktion im Nenner der Näherung von {\displaystyle \Delta \lambda } trägt der Tatsache Rechnung, dass der Umfang des Breitenkreises um den Cosinus des entsprechenden Breitengrades {\displaystyle (\phi _{1}+\Delta \phi )} verkürzt ist (Breitenkreise sind keine Großkreise).

- Die hergeleiteten Formeln gelten auch dann, wenn der Punkt A oder der Punkt B oder beide Punkte A, B auf der Südhalbkugel liegen. Der Abstand eines solchen Punktes vom Nordpol ist auf der Einheits-Kugel größer als {\displaystyle 90^{\circ }}. Da die Breitengrade vom Äquator zum Südpol jedoch mit negativen Gradzahlen gemessen werden, führt z. B. der Term {\displaystyle (90^{\circ }-\phi _{1})} bei negativem {\displaystyle \phi _{1}} zu einem Winkel größer als {\displaystyle 90^{\circ }} vom Nordpol aus gemessen.

- Die gefundene Näherung ist in etwa gleich derjenigen, die sich bei einer ebenen Wegpunkt-Projektion ergibt. Der einzige, aber wichtige Unterschied ist, dass bei der Berechnung von {\displaystyle \Delta \lambda } im Cosinus der Breitengrad des Zielpunktes eingesetzt wird, und nicht (wie bei der Ebene) der Breitengrad des Startpunktes. Die Abschätzung für {\displaystyle \Delta \lambda } ist im hergeleiteten Fall auch bei großen Abständen (bis zu 70 Kilometer!) zwischen A und B genauer als ein Meter!

### Güte der Näherungsformeln
Wie oben beschrieben ist die Abschätzung für die Änderung des Längengrades {\displaystyle \Delta \lambda } bis zu einer Entfernung von 70 km genauer als ein Meter. Daher liegt quasi die gesamte Ungenauigkeit in der Berechnung der Änderung des Breitengrades {\displaystyle \Delta \phi }. Die folgende Tabelle zeigt, wie groß die Entfernung von A nach B in Metern abhängig vom Breitengrad maximal sein darf, damit das Ergebnis der einfachen Näherung für {\displaystyle \Delta \phi } weniger als 1 Meter bzw. weniger als 5 Meter von der exakten Lösung abweicht. Angegeben sind jeweils die schlechtesten Werte, also der Fall, dass man sich parallel zum Äquator bewegt.
| Breitengrad | 0       | 10     | 20     | 30     | 40    | 50    | 60    | 70    | 80    | 85    | 89    |
| <1 Meter    | 87.251  | 8.499  | 5.916  | 4.697  | 3.896 | 3.269 | 2.712 | 2.153 | 1.498 | 1.055 | 471   |
| <5 Meter    | 148.455 | 19.009 | 13.231 | 10.505 | 8.714 | 7.312 | 6.065 | 4.815 | 3.351 | 2.361 | 1.054 |

Hier einige Lesebeispiele:
- Beim 50-sten Breitengrad ist die Näherungsformel bis zu einer Entfernung von 3269 Metern genauer als 1 Meter.
- Beim 60-sten Breitengrad ist die Näherungsformel bis zu einer Entfernung von 6065 Metern genauer als 5 Meter.

Der nördlichste Punkt Deutschlands ist bekanntlich die Insel Sylt mit einem Breitengrad von 54,55°. Daher können die Näherungsformeln in Deutschland bis zu einer Entfernung von etwa 3 km ohne Bedenken genutzt werden, um sehr exakte Positionsbestimmungen vornehmen zu können.